# Wuyang (sockenhuvudort i Kina, Hubei Sheng, lat 30,18, long 110,16)
Wuyang (kinesiska: 邬阳, 邬阳乡) är en sockenhuvudort i Kina. Den ligger i provinsen Hubei, i den centrala delen av landet, omkring 400 kilometer väster om provinshuvudstaden Wuhan. Antalet invånare är 12 823. Befolkningen består av 5 983 kvinnor och 6 840 män. Barn under 15 år utgör 15,0 %, vuxna 15-64 år 71 %, och äldre över 65 år 12,0 %.
Runt Wuyang är det ganska tätbefolkat, med 80 invånare per kvadratkilometer. Närmaste större samhälle är Guandian, 13,0 km nordväst om Wuyang. I omgivningarna runt Wuyang växer i huvudsak blandskog.
Genomsnittlig årsnederbörd är 1 647 millimeter. Den regnigaste månaden är september, med i genomsnitt 273 mm nederbörd, och den torraste är december, med 22 mm nederbörd.